# Parc Marguerite-Bourgeoys
Parc Marguerite-Bourgeoys är en park i Kanada.   Den ligger i provinsen Québec, i den sydöstra delen av landet, 160 km öster om huvudstaden Ottawa. Parc Marguerite-Bourgeoys ligger 169 meter över havet.
Terrängen runt Parc Marguerite-Bourgeoys är huvudsakligen platt. Parc Marguerite-Bourgeoys ligger uppe på en höjd.Runt Parc Marguerite-Bourgeoys är det mycket tätbefolkat, med 6 241 invånare per kvadratkilometer.. Närmaste större samhälle är Montréal, 1,3 km nordost om Parc Marguerite-Bourgeoys. 
Runt Parc Marguerite-Bourgeoys är det i huvudsak tätbebyggt.